# Ana de Mendonça
Ana de Mendonça (c. 1464 – Moita, Alhos Vedros – 1545) foi uma nobre portuguesa, que teve um filho com o rei D. João II.

## Biografia
Filha de Nuno Furtado de Mendonça (c. 1437 – Castela, janeiro de 1476), Fidalgo da Casa Real de D. Afonso V e seu Aposentador-mor no ano de 1466, etc, e de sua mulher Leonor da Silva (c. 1432 – c. 1477).
Dama da Rainha D. Leonor de Avis, Rainha de Portugal, teve com o Rei D. João II de Portugal um filho, D. Jorge de Lencastre, nascido a 11 de novembro de 1481.
Recolheu-se no Domingo de Ramos do ano de 1508 no Mosteiro de Santos-o-Novo, recebendo o Hábito das mãos de seu filho, que era então Mestre da Ordem de Santiago. Aí foi Comendadeira do Mosteiro da referida Ordem durante 37 anos, sucedendo no cargo a sua tia, Violante Nogueira.
No seu testamento, D. João II deixou a Ana de Mendonça um legado de 200 mil reais.